# Peter Sandberg
Karl Peter Gösta Sandberg, född 9 november 1957, död 12 november 2019 i Högalids distrikt, Stockholm, var en svensk radiojournalist, radioproducent och programledare som främst blev känd för allmänheten som programledare för radioprogrammen Filosofiska rummet, Människor och tro och Teologiska rummet i Sveriges Radio P1.

## Biografi
Sandberg medverkade under många år i planeringen och genomförandet av program i Sveriges Radio som Filosofiska rummet, Människor och tro och Teologiska rummet. Hans program belyste olika frågor kring religioner och deras sociala, politiska och kulturella betydelse på ett lättillgängligt vis som uppskattades av många. I Teologiska rummet producerade Sandberg program som på ett djuplodande sätt behandlade ett antal centrala teologiska frågor som exempelvis försoning och teologi, sharia och de mänskliga rättigheterna, arvsynden, inkarnationen, religion, sekularisering och politik, samt Sanning och tro.
Programmen erbjöd också en unik plattform för en offentlig och konstruktiv dialog mellan teologer och filosofer.
Sandberg tilldelades Stora Radiopriset i kategorin Årets reportage 2002 för reportaget "Kyrkornas svek i Rwanda" med motiveringen "Den underbara ljudkulissen och den inlevelsefulla berättarrösten blir en otäckt tydlig kontrast till det fruktansvärda som sedan avhandlas. Peter Sandbergs reportage om Rwanda plockar ner ämnet på en greppbar och personlig nivå.''
Sandberg utsågs 2016 till teologie hedersdoktor vid Uppsala universitet med motiveringen att hans program "utmärker sig i den svenska mediekulturen genom att på ett nyanserat och forskningsrelaterat sätt belysa olika frågor kring religioner och deras sociala, politiska och kulturella betydelse".
Peter Sandberg är begravd på Maria Magdalena kyrkogård i Stockholm.

## Utmärkelser
- 2002 – Stora radiopriset, kategorin Årets reportage
- 2016 – Hedersdoktor vid teologiska fakulteten på Uppsala universitet